# Sinfonía en do (Dukas)

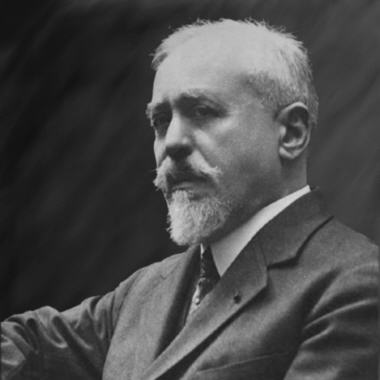
Paul Dukas

La Sinfonía en do es una sinfonía del compositor francés Paul Dukas, dedicado a su compañero músico Paul Vidal.
La sinfonía fue compuesta en 1896 y su estreno tuvo lugar el 3 de enero de 1897, bajo la dirección de Paul Vidal. Está instrumentada para orquesta que consta de tres flautas (la tercera doblando el flautín), dos oboes (el primero doblando el corno inglés), dos clarinetes en si bemol y la, dos fagotes, cuatro trompas en fa y mi, dos trompetas en fa, trompeta piccolo en re, tres trombones, tuba, timbales y cuerdas.
Al igual que la única sinfonía de César Franck, la de Dukas consta de tres movimientos, en lugar de los convencionales cuatro: 
1. Allegro vivace non troppo, ma con fuoco, Do mayor]], 6/8
2. Andante espressivo e sostenuto, 4/8, Mi menor, Do mayor, Si mayor, Mi menor
3. Finale. Allegro spiritoso, Do mayor, 3/4 = 9/8

El primer movimiento es un allegro en forma sonata con tres temas. El segundo movimiento sigue también la forma sonata, pero solo presenta dos temas. El final es un rondó ABACA.
La sinfonía ha sido descrito como una obra «encantadora y colorida».